# Arendsee (meer)
De Arendsee is een meer in de Duitse deelstaat Saksen-Anhalt, in het noorden van de landstreek Altmark.

## Geografie
Het meer ligt in de landstreek Altmark, is circa 5,14 km2 groot en is maximaal 50 meter diep.
Plaatsen aan of dicht bij de Arendsee zijn het stadje Arendsee aan de zuidelijke oever en Schrampe, een Ortsteil van Arendsee, aan de noordwestelijke oever. Van west naar oost loopt de Bundesstraße 190 zuidelijk langs het stadje Arendsee, hemelsbreed slechts ongeveer één kilometer van de zuidoever van het meer.
De wateroppervlakte van het meer ligt op 23 meter boven de zeespiegel. De oevers zijn steil, en het grootste deel van de Arendsee is 40 tot 50 meter diep. Omdat de meerbodem dus 17 tot 27 meter lager is dan de zeespiegel, spreekt men wel van een verborgen of cryptodepressie.
Alleen aan de noordoever van de Arendsee komen vlakke en slechts geleidelijk aflopende oevers met rietkragen voor. In of uit het meer stromende rivieren en beken van enige omvang ontbreken. Dat betekent, dat eventuele vervuilende stoffen vele tientallen jaren in de bodem of het water van het meer aanwezig kunnen blijven. Rondom het meer wisselt het landschap af: er zijn percelen bos, waarin de boomsoorten zwarte els, zomereik en grove den veel voorkomen, maar ook landbouwpercelen en campings.
Het meer en zijn omgeving hebben de status van beschermd landschap (Landschaftsschutzgebiet Arendsee).

## Geologie en geschiedenis
De geologie van het meer is bijzonder. In het late Perm, circa 273 tot 252 miljoen jaar geleden, ontstonden de Zechstein-gesteenteafzettingen. In Nederland en Noord-Duitsland lag hier de ondiepe binnenzee Zechsteinzee. Het klimaat was droog en het zout in die zee bleef achter nadat het water verdampte. Deze zoutafzettingen (evaporieten), die 300 meter of dieper onder het huidige aardoppervlak liggen, raakten bedekt met kleilagen. Zout is oplosbaar in water; waar in de loop der tijden water bij de zoutlaag kon komen, loste deze op en er ontstonden door instorting van de bovenliggende aardlagen dolines en zinkgaten. De Arendsee is uit zo'n zinkgat ontstaan. Men verwacht dan, dat het meer steile oevers heeft en zeer diep is, en dat is hier ook het geval. In de periode na de voorlaatste ijstijd, het Saalien, 150.000 à 100.000 jaar geleden, ontstond een nog vrij ondiep meer doordat de grond verzakt was onder een dikke laag landijs, die daarna smolt. Er sijpelde ook water door de onderliggende aardlagen heen, en door het oplossen van de onderliggende zoutlaag ontstonden holtes en uiteindelijk instortingen (zgn. subrosie) in de bodem onder het meer, waardoor het in plotselinge gebeurtenissen veel dieper werd. Dit proces van bodemverzakking en vergroting van het zinkgat onder het water van het meer, gaat nog steeds voort. Geologisch gezien nog maar zeer kort geleden, en wel in de jaren 822 en 1685, hebben, zoals uit documenten uit die tijd blijkt, nog instortingen plaatsgevonden, waardoor de Arendsee groter werd.
Een op die van de Arendsee ietwat gelijkende geologische geschiedenis heeft het Zwischenahner Meer in Nedersaksen.
Archeologisch onderzoek heeft uitgewezen, dat reeds vanaf de Jonge Steentijd langs de oevers van het meer min of meer regelmatig mensen hebben gewoond. Op anderhalve meter diepte onder de grond zijn sporen gevonden van de verbouw van rogge, zowel in de tijd van het Romeinse Rijk als de 8e eeuw (door Slavische volkeren).
De instorting van het jaar 822 wordt vermeld in de Annales regni Francorum. Het is ook de eerste schriftelijke vermelding van de Arnseo. Waarschijnlijk is het meer naar de hier destijds veel voorkomende zeearend (Arn) genoemd. Bij de instorting van 1685 verzonk o.a. een molen, waarvan de molenaar toevallig ook Arend heette, in de Arendsee, die toen ongeveer 20 hectare groter werd.
De Arendsee is sedert de jaren-1950 in toenemende mate verontreinigd geraakt met fosforverbindingen, terwijl hier en daar blauwalg ook als plaag voorkomt. Verder is het water met name 's zomers te basisch, de pH is dan hier en daar meer dan 10. Voordien was het meer als Parel van de Altmark beroemd om zijn goede waterkwaliteit; nog tot omstreeks 1970 kon men 6 meter diep onder het wateroppervlak kijken. Daarna nam, vanaf de DDR-periode, de watervervuiling toe. Daarvan was meer dan één oorzaak aan te wijzen. Genoemd worden:
- een in de jaren-1950 en 1960 aanwezige en zijn afval direct op het meer lozende zuivelfabriek;
- dorpen, en ook particuliere (vakantie-)woningen, waarvan het rioolwater ongezuiverd het meer in liep;
- toenemende belasting door de uitwerpselen van op of nabij het meer voorkomende trekvogels, vooral ganzen; deze mogen hier niet bejaagd worden; het aantal ganzen daalt overigens, sinds deze vogels ook andere, door mijnbouw ontstane, meren zijn gaan bezoeken;
- uitzetting in het meer van consumptievis, voor zowel hengelaars als beroepsvissers; de kleine marene, een zalmachtige vissoort, vreet te veel zoöplankton op en verstoort het natuurlijk evenwicht;
- de opwarming van de aarde in het algemeen, die zeker al sedert 2018 de waterspiegel van het meer doet dalen.

In 1976 en 1995 zijn -grotendeels mislukte- ingrepen uitgevoerd, om de waterkwaliteit in de Arendsee te verbeteren. Anno 2021 discussieert men over nieuwe ingrepen, waaronder het toestaan van het afschot van ganzen, en het in het water dumpen van aluminiumchloride om de zuurgraad omlaag te brengen.
Aan de oevers van het meer is sprake van veel toerisme, met name strand- en watersporttoerisme; deskundigen beschouwen de blauwalgvervuiling in het algemeen als niet ernstig genoeg om de gezondheid van recreanten in gevaar te brengen. Van 2008 tot 2023 stond bij een strand aan het meer een grote tribune, waar toeristen o.a. sportwedstrijden en bioscoopfilms konden bekijken. De tribune bleek bouwvallig en is daarom gesloopt.

## Toerisme, recreatie

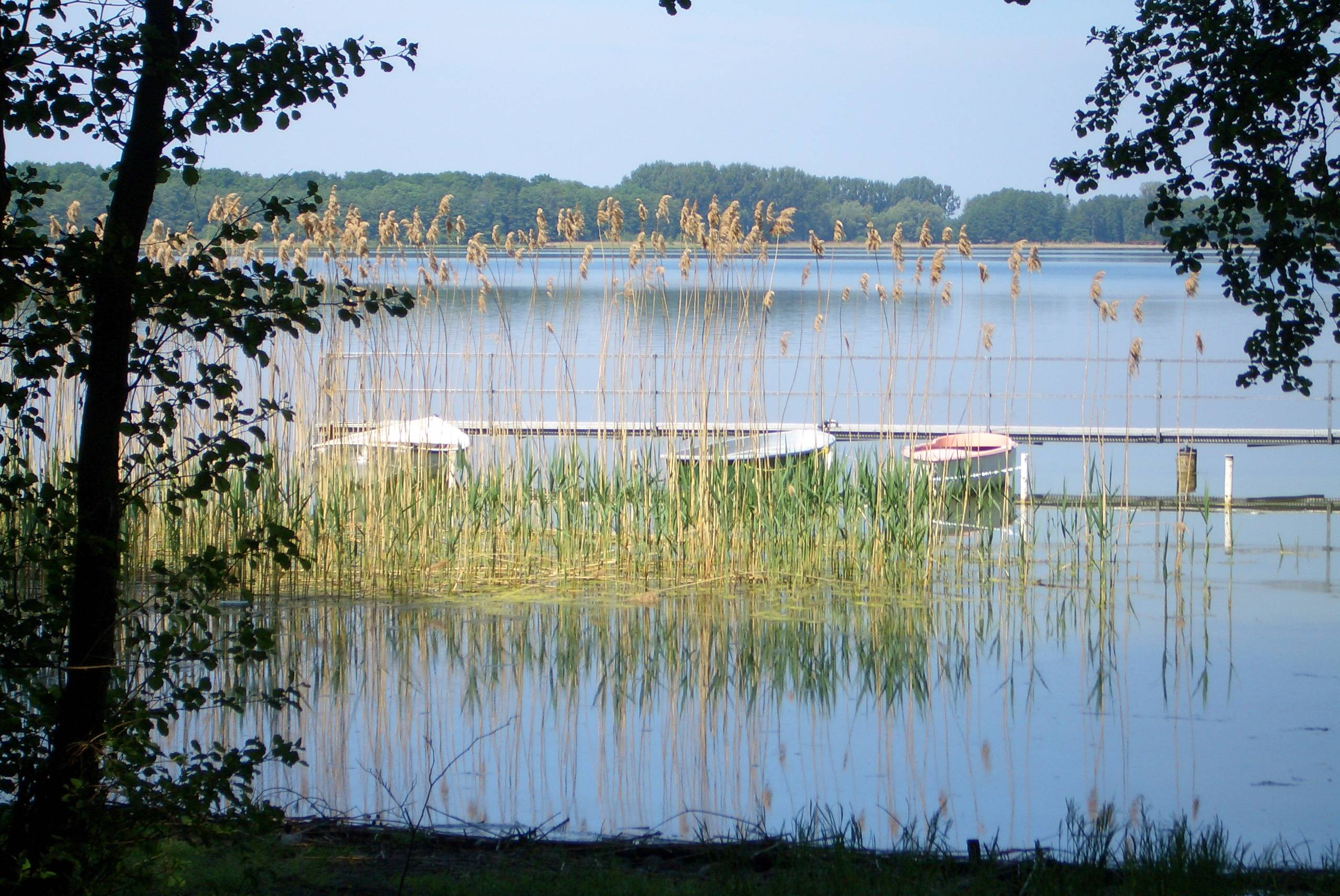
Aanlegsteigertje aan de Arendsee
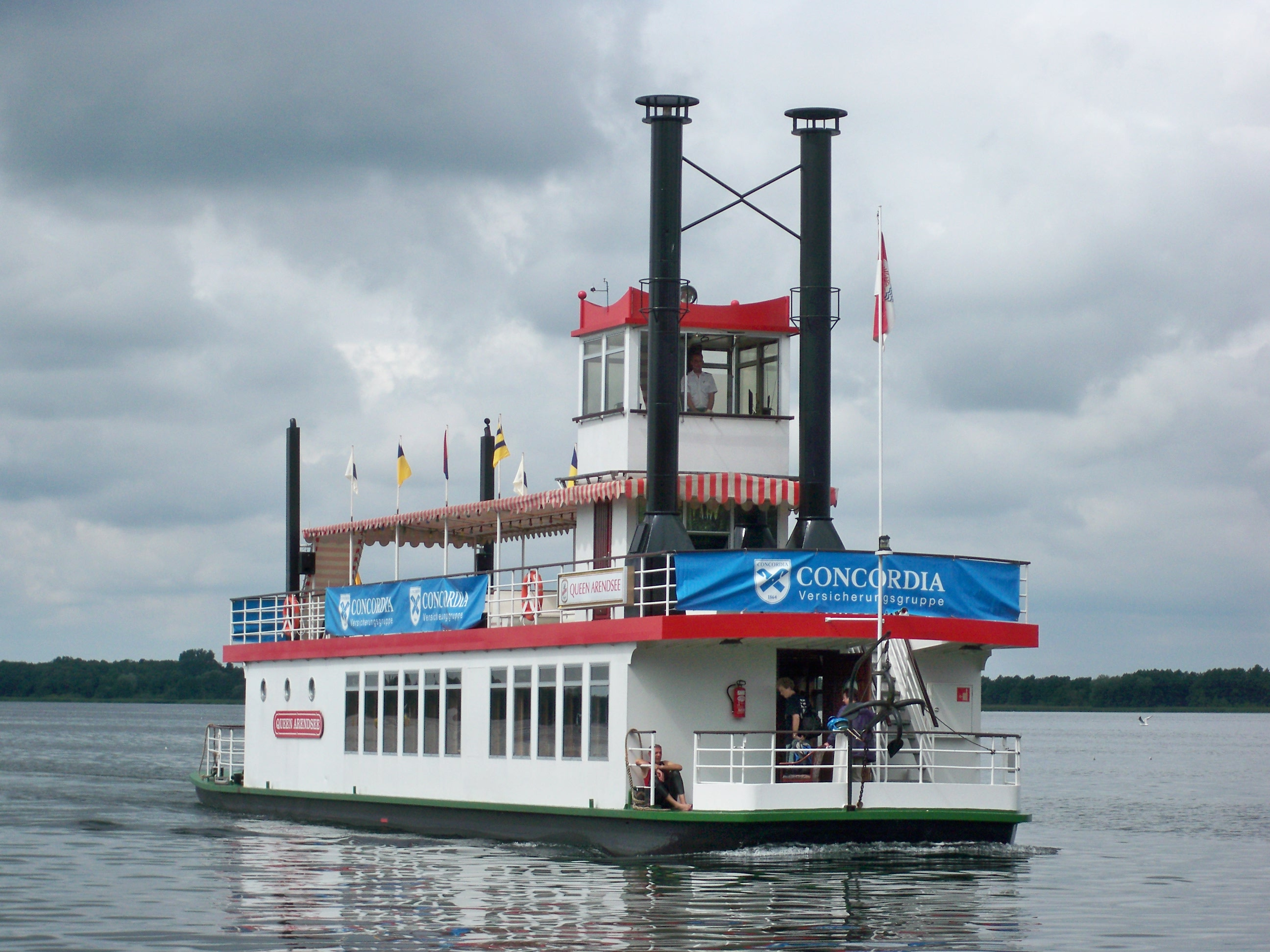
Rondvaartboot Queen Arendsee

- Men kan van omstreeks maart- oktober rondvaarten maken in een imitatie-raderstoomboot, de Queen Arendsee.
- Rondom het meer loopt een 10 km lang fiets- en wandelpad.
- Het watersportseizoen loopt van maart t/m oktober; daarbuiten mag men zich niet op het meer bevinden. Toegestaan is het windsurfen, suppen en zeilen. Voor motorboten is het meer streng verboden, uitgezonderd reddingdiensten e.d.. Ten behoeve van de duiksport (wrakduiken) is in 2006 opzettelijk een oude, 11 meter lange, patrouilleboot van de NVA in de Arendsee tot zinken gebracht.
- Op het meer wordt veel gehengeld.
- Langs het meer zijn enkele hotels in verschillende prijsklassen, en talrijke campings en restaurants aanwezig.
- Bij de oostoever is een speciaal op kinderen en jongeren gericht recreatiepark gevestigd.